# مارکس فردریک هانری سوزان
مارکس فردریک هانری سوزان (انگلیسی: Frederic Henri de la Forest-Suzannet) فرد نظامی اهل فرانسه بود.
سوزان یک ژنرال فرانسوی در خدمت لوننبرگ، دانمارک و ساکسون بود.
آزار و اذیت مذهبی، وی را مجبور به ترک وطن خود کرد و به عنوان کاپیتان سواره نظام به خدمت لوننبرگ درآمد. در سال ۱۶۸۳، با اجازه پادشاه لویی چهاردهم، او به همراه پسرش، ژاک-فردریک دو لا فورست-سوزانت و برادر ناتنی‌اش فیلیپ-فردریک دو لا فورست-سوزانت، به دانمارک نقل مکان کرد. در سال ۱۶۸۳، با درجه سرهنگی، به او اجازه داده شد تا یک هنگ سواره نظام تشکیل دهد، اما این هنگ از اولین حرکت خود فراتر نرفت.
در سال ۱۶۸۶، به لطف کمک پادشاهان دانمارک، او مجاز شد همسر و دخترانش را به کپنهاگ بیاورد.
در سال ۱۶۸۹، با بهره‌گیری از الطاف دربار دانمارک، به درجه سرلشکری ارتقا یافت و به عنوان وزیر دانمارک در دربار سنت جیمز و مشاور شاهزاده جورج دانمارک، همسر ملکه آینده آن، منصوب شد. وظیفه اصلی او جلب حمایت شاه ویلیام در درگیری دانمارک با دوک هولشتاین-گوتورپ بود و در این راستا در مورد کمک نظامی دانمارک در جنگ علیه ژاکوبیت‌ها مذاکره کرد.
مارکز دو لا فورست پس از مذاکره موفقیت‌آمیز برای انعقاد پیمان کمک نظامی، به عنوان سرلشکر هورس در سپاه کمکی دانمارک که طبق آن پیمان به ایرلند اعزام شده بود، منصوب شد. در سال ۱۶۹۴ توسط ویلیام اورنج به درجه سپهبدی در سپاه ارتقا یافت و در سال ۱۶۹۷ سپهبد دانمارکی شد. در پایان جنگ نه ساله، او از خدمت در دانمارک استعفا داد و در ایرلند در ملکی که شاه ویلیام به او داده بود، ساکن شد.
با این حال، دو سال بعد، در سال ۱۶۹۷، او یک ژنرال کامل در خدمت ساکسون‌ها است و فرماندهی ۸۰۰۰ نفر را بر عهده دارد و دستور دارد از دانمارک در جنگ علیه سوئد حمایت کند. در سال ۱۶۹۹، پادشاه لهستان از مارکیز خواست تا در هنگ او در لهستان بماند و در آنجا در مارس ۱۷۰۱ در سن ۵۵ سالگی درگذشت.
مارکیز دو لا فورست تنها فرزند فردریک دو سوزان و استر هنری دو شوس بود. پدرش که همسرش را از دست داده بود، با الیزابت دو کورسیلون، خواهر مارکیز دانگو، ازدواج کرد و صاحب چهار فرزند دیگر شد.
فردریک-هنری دو لا فورست-سوزان با پسرعموی اول خود رنه-ماری هنری دو شوس ازدواج کرد. دو پسر آنها در آتش‌سوزی خانه اپرا در کپنهاگ در سال ۱۶۸۹ جان باختند. ژاک-فردریک، تنها پسر بازمانده آنها، داماد اتاق خواب خصوصی پادشاه انگلستان شد.